# Tiroteig d'Oslo de 2022
El 25 de juny de 2022, dues persones van morir i altres 21 van resultar ferides en un tiroteig massiu en tres llocs d'Oslo, la capital de Noruega. L'atacant, d'origen iranià, fou detingut per la policia noruega.
La policia creu que els trets anaven dirigits a l'Orgull d'Oslo, l'esdeveniment local de l'Orgull LGBT organitzat per la branca d'Oslo de l'Organització Noruega per a la Diversitat Sexual i de Gènere. La policia està investigant el tiroteig com un acte de terrorisme islàmic.